# غرانروديو
غرانروديو (GRANRODEO) هي فرقة روك يابانية.

## الأعضاء
- كيشو تانياما (اللقب: KISHOW)
- ماسآكي إيزوكا (اللقب: e-ZUKA)

## ديسكوغرافيا

### ألبومات
- RIDE ON THE EDGE
- Instinct
- BRUSH the SCAR LEMON
- SUPERNOVA
- CRACK STAR FLASH
- カルマとラビリンス
- Pierrot Dancin'

### أغاني منفردة
- Go For It! (شارة البداية لمسلسل أنمي IGPX)
- Infinite Love (شارة البداية لمسلسل أنمي كوي سورو تنشي إنجليك: إستيقاظ القلب)
- DECADENCE (شارة النهاية لأوفا أنمي كيكوشي إنما)
- 慟哭ノ雨 (شارة البداية لمسلسل أنمي كوي سورو تنشي إنجليك: الغد البرّاق)
- HEAVEN (شارة البداية لمسلسل أنمي كوتيتسوشين جيغ)
- delight song
- NOT for SALE (شارة البداية للعبة الفيديو ديول لاف)
- デタラメな残像 (شارة البداية الأولى لمسلسل أنمي بلاسريتر)
- Darlin'
- tRANCE (شارة البداية الثانية لمسلسل أنمي كوروكامي)
- modern strange cowboy (شارة البداية لمسلسل أنمي NEEDLESS)
- 恋音
- We wanna R&R SHOW
- ROSE HIP-BULLET (شارة البداية لمسلسل أنمي توغاينو نو تشي)
- 愛のWarrior (شارة البداية للعبة فيديو إنجليك: فرسان الحب الستة)
- Can Do (شارة البداية الأولى للموسم الأول من مسلسل أنمي كرة سلة كوروكو)
- RIMFIRE (شارة البداية الثانية للموسم الأول من مسلسل أنمي كرة سلة كوروكو)
- DARK SHAME (شارة البداية لمسلسل أنمي كود:بريكر)
- 偏愛の輪舞曲 (شارة البداية لمسلسل أنمي كارنفال)
- The Other self (شارة البداية الأولى للموسم الثاني من مسلسل أنمي كرة سلة كوروكو)
- 変幻自在のマジカルスター (شارة البداية الثانية للموسم الثاني من مسلسل أنمي كرة سلة كوروكو)
- Punky Funky Love (شارة البداية الأولى للموسم الثالث من مسلسل أنمي كرة سلة كوروكو)
- メモリーズ (شارة البداية الثالثة للموسم الثالث من مسلسل أنمي كرة سلة كوروكو)
- TRASH CANDY (شارة البداية للموسم الأول من مسلسل أنمي بونغو ستراي دوغز)
- 少年の果て (شارة النهاية لمسلسل أنمي البدلة المتنقلة جاندام: أيتام الدم الحديدي)
- Glorious days
- move on! イバラミチ (شارة البداية لمسلسل أنمي سايوكي RELOAD BLAST)
- Deadly Drive (شارة البداية لفيلم أنمي بونغو ستراي دوغز DEAD APPLE)
- BEASTFUL (شارة البداية الأولى للموسم الأول من مسلسل أنمي باكي (2018))
- セツナの愛 (شارة البداية للموسم الثالث من مسلسل أنمي بونغو ستراي دوغز)
- 情熱は覚えている (شارة البداية للموسم الثاني من مسلسل أنمي باكي (2018))

### أغاني مشتركة
- 7 -seven- (مع فلو؛ شارة النهاية الأولى لمسلسل أنمي الخطايا السبع المميتة)
- Howling (مع فلو؛ شارة البداية الأولى لمسلسل أنمي الخطايا السبع المميتة: إعادة إحياء الوصايا)

## وصلات خارجية
- غرانروديو على موقع ميوزك برينز (الإنجليزية)
- غرانروديو على موقع ديسكوغز (الإنجليزية)
- غرانروديو على موقع ANN person (الإنجليزية)